# Dark Journey
Dark Journey (br.: Jornada Sinistra / Despedida / pt.: Jornada Negra) é um filme britânico de guerra e espionagem de 1937, dirigido por  Victor Saville.

## Elenco
- Conrad Veidt...Von Marwitz
- Vivien Leigh...Madeleine
- Joan Gardner...Lupita
- Anthony Bushell...Bob Carter
- Ursula Jeans...Gertrude
- Margery Pickard...Colette
- Elliot Makeham...Anatole
- Austin Trevor...Dr. Muller
- Sam Livesey...Schaffer
- Edmund Willard...Chefe da Inteligência Alemã
- Charles Carson...Chefe do Gabinete Inglês
- Phil Ray...Faber
- Henry Oscar...Juiz suíço
- Lawrence Hanray...Cottin
- Robert Newton...oficial do submarino

## Sinopse
Na primavera de 1918, durante a Primeira Guerra Mundial, a Suécia é um país neutro e a sueca Madeleine é proprietária de uma loja de roupas de alta costura em Estocolmo, que viaja com frequência a Paris onde adquire os vestidos que comercializa. Ela, secretamente, é uma espiã da Inteligência Alemã que leva informações escondidas nos vestidos que traz, sobre a movimentação das tropas francesas. Suas constantes viagens atraem as suspeitas tanto dos espiões franceses e ingleses como dos próprios alemães. Enquanto isso, chega à capital sueca o capitão Von Marwitz, desertor da Força Naval Alemã, que aparenta ter muito dinheiro e corteja várias mulheres (inclusive a socialite brasileira Lupita) , até que se aproxima de Madeleine e os dois se apaixonam. Quando uma das informações que Madeleine entregou aos alemães se mostra errada e um dos  funcionários dela aparece morto, os espiões suspeitam e a vida dela fica por um fio.

## Trilha Sonora
A música foi composta por Richard Addinsell e orquestrada por Roy Douglas e Lionel Salter. O diretor musical é Muir Mathieson.